# 군사정보보안국
군사정보보안국(Servizio per le Informazioni e la Sicurezza Militare (SISMI))은 이탈리아의 옛 군사정보기관이이다.
1977년 10월 24일에 국방정보국을 대채하여 설립되어, 정부 조직 개편으로 2007년 8월 1일부로 해외정보보안국(AISE)으로 대체되었다.
- SIM →군사정보국 1900–1949년
- SIFAR →국군정보국 1949–1965년
- SIOS →운영상황정보국 1949–1997년
- SID →국방정보국 1965–1977년
- 1977–2007년
  - 군사부문:  →군사정보보안국
  - 민간부문: SISDE →정보민주보안국
  - 행정부문: CESIS →정보보안집행위원회